# Roca Entravessada
Roca Entravessada ou Puig de Roca Entrevessada é uma montanha sobre a fronteira Andorra-Espanha, nos Pirenéus, perto do Coma Pedrosa e da comarca catalã de Pallars Sobirà, com altitude de 2928 m.